# Deutsches Beamtengesetz

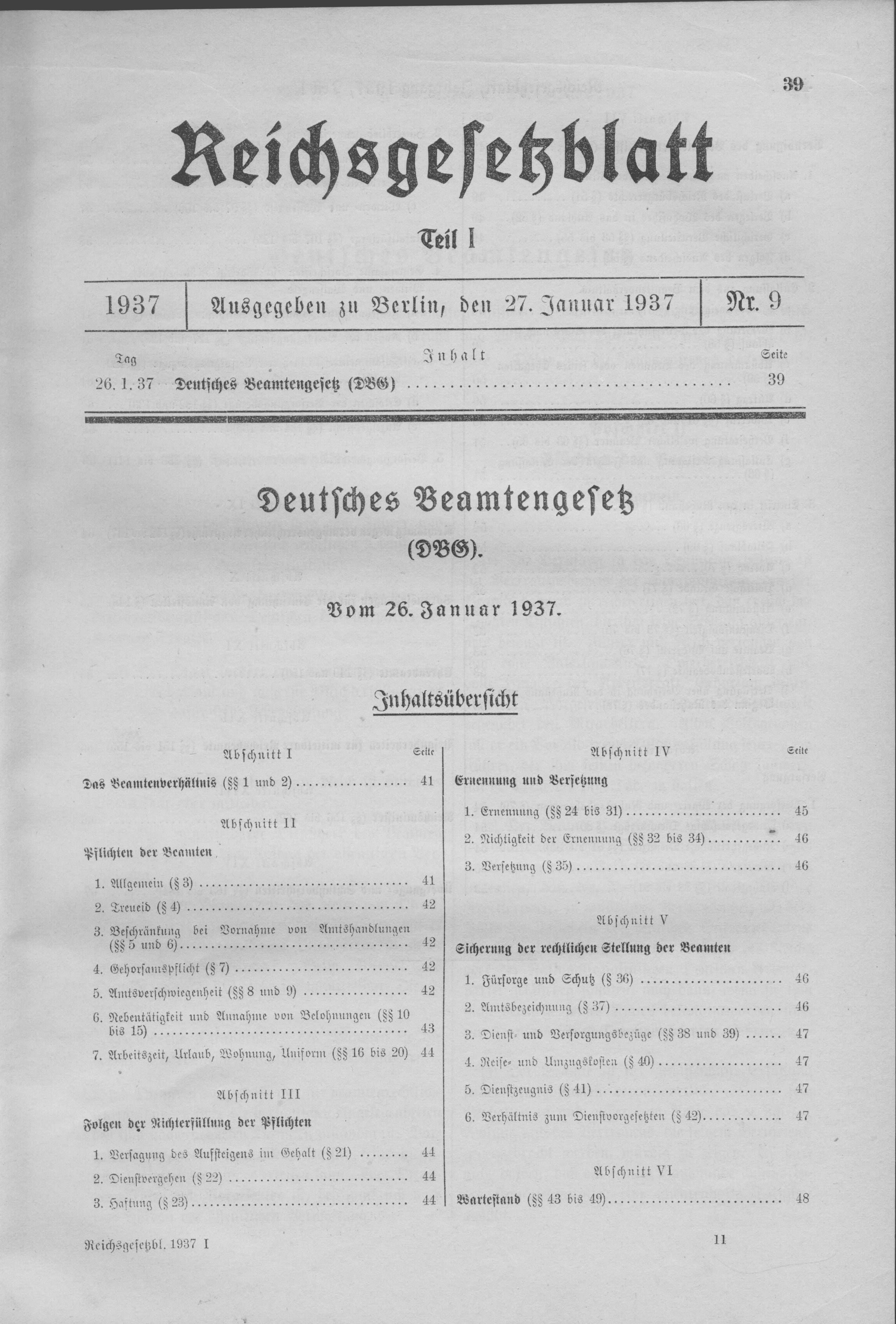
Deutsches Beamtengesetz vom 26. Januar 1937

Durch das Deutsche Beamtengesetz vom 26. Januar 1937 (RGBl. I, S. 39) wurden Beamte in den Dienst der nationalsozialistischen Bewegung gestellt. Ein „von nationalsozialistischer Weltanschauung durchdrungenes Berufsbeamtentum, das dem Führer des Deutschen Reichs und Volkes, Adolf Hitler, in Treue verbunden ist,“ sollte laut Präambel zum „Grundpfeiler des nationalsozialistischen Staates“ werden.
Juden waren bereits vorher aufgrund des Gesetzes zur Wiederherstellung des Berufsbeamtentums aus dem Beamtenverhältnis verdrängt und entlassen worden; dies wurde nun nochmals festgeschrieben und durch Bestimmungen für „jüdisch Versippte“ ergänzt. Auch eine Altersgrenze, die Frauen bei einer Verbeamtung auf Lebenszeit benachteiligte, war schon 1933 beschlossen worden und wurde 1937 nur bekräftigt. Politisch missliebige Beamte, die bestimmte höherrangige Dienststellen innehatten und den „Säuberungen“ entgangen waren, konnten nunmehr unauffällig abberufen und in den Wartestand versetzt werden.

## Stellung der Beamten
Gemäß Art. 130 der Weimarer Verfassung waren Beamte „Diener der Gesamtheit, nicht einer Partei. Allen Beamten wird die Freiheit ihrer politischen Gesinnung und die Vereinigungsfreiheit gewährleistet.“ Demgegenüber stand der Beamte nun ausdrücklich in einem Dienst- und Treueverhältnis zum Führer persönlich und zum Reich (§ 1 Abs. 1). Er wurde zum „Vollstrecker des von der Nationalsozialistischen Deutschen Arbeiterpartei getragenen Staates. Der Staat forderte von dem Beamten unbedingten Gehorsam und äußerste Pflichterfüllung...“ (§ 1 Abs. 2, 3).
Mit dem Beschluss des Großdeutschen Reichstags vom 26. April 1942 wurde das Führerprinzip vollständig durchgesetzt und jeder noch bestehende Rest an Gesetzesbindung (wie. z. B. die im Beamtengesetz von 1937 vorgeschriebenen Dienstwege und -vorgesetzte) aufgehoben.

## Juden
Nach Artikel 128 der Weimarer Verfassung waren alle Staatsbürger ohne Unterschied „nach Maßgabe der Gesetze und entsprechend ihrer Befähigung und ihren Leistungen“ zu den öffentlichen Ämtern zuzulassen.
Bereits mit dem „Gesetz zur Wiederherstellung des Berufsbeamtentums“ vom 7. April 1933 hatten die Nationalsozialisten erwartet, alle jüdischen Beamten aus dem Dienst entlassen zu können. Durch eine vom Reichspräsidenten Paul von Hindenburg eingeforderte Ausnahmeregelung, das Frontkämpferprivileg, blieben jedoch zahlreiche Juden verschont. Mit der „Ersten Durchführungsverordnung zum Reichsbürgergesetz“ wurden dann zum Jahresende 1935 alle jüdischen Beamten entlassen.
Beamtenanwärtern, die einen jüdischen Ehepartner hatten und daher als „jüdisch versippt“ galten, war die Einstellung seit Juni 1933 durch eine Änderung des Reichsbeamtengesetzes verwehrt (§ 1a im Reichsbeamtengesetz vom 31. März 1873 in der Fassung des Gesetzes vom 30. Juni 1933). Diese Bestimmung wurde im § 25 des Deutschen Beamtengesetzes ausgeweitet: Auch die Heirat mit einem „jüdischen Mischling“ war einem Beamten nicht gestattet; bei Verehelichung mit einem „Mischling zweiten Grades“ mit nur einem jüdischen Großelternteil war eine Sondergenehmigung erforderlich. Diese gesetzlichen Bestimmungen betrafen jedoch nicht den „deutschblütigen“ Partner einer bereits bestehenden „Mischehe“.

## Frauen
Mit dem § 28 Absatz 1 wurde bekräftigt, dass weibliche Beamte erst mit dem fünfunddreißigsten Lebensjahr zu Beamtinnen auf Lebenszeit ernannt werden konnten; für männliche Beamte war dies im Alter von siebenundzwanzig möglich. Eine gleichartige Bestimmung war bereits in einer geänderten Fassung des Reichsbeamtengesetzes von 1933 eingefügt worden.

## Wartestand
Erheblich ausgeweitet wurde der Kreis von Amtsinhabern, die jederzeit ohne Begründung in den Wartestand versetzt werden konnten. Dazu gehörten nun nach § 44 auch Treuhänder der Arbeit, Landräte, Polizeidirektoren und Staatsanwälte sowie einige Wehrmachtsbeamte.

## Stellung der Reichsminister
Nach der Weimarer Reichsverfassung ernennt der Reichspräsident die Reichsminister auf Vorschlag des Reichskanzlers (Art. 53). Der Reichstag kann jeden Reichsminister zum Rücktritt zwingen, wenn er ihm das Vertrauen entzieht (Art. 54).
Seit der Vereinigung der Ämter des Reichskanzlers und des Reichspräsidenten durch Gesetz vom 1. August 1934 (RGBl. I 1934, 747) ernennt und entlässt der „Führer“ Adolf Hitler seine Reichsminister selbst.
Mit dem Deutschen Beamtengesetz (§ 156 Abs. 1) wird nun klargestellt, dass die Reichsminister nicht nur zum Reich, sondern auch zum „Führer“ in einem öffentlich-rechtlichen Amtsverhältnis stehen. Auch sie schwören dem „Führer“ persönlich Treue und Gehorsam (§ 157). Der Treueeid auf den „Führer des Deutschen Reichs und Volkes Adolf Hitler“ wurde jedoch bereits durch das Gesetz über den Eid der Reichsminister und der Mitglieder der Landesregierungen vom 16. Oktober 1934 (RGBl. I 1934, 973) eingeführt.

## Aufhebung des Gesetzes
Mit dem Kontrollratsgesetz Nr. 1 betreffend die Aufhebung von NS-Recht vom 20. September 1945 wurde das Gesetz zur Wiederherstellung des Berufsbeamtentums vom 7. April 1933 aufgehoben, nicht jedoch das Deutsche Beamtengesetz von 1937. Das amerikanisch-britische Gesetz Nr. 15 vom 15. Juni 1949 reformierte den öffentlichen Dienst und die Personalverwaltung im Vereinigten Wirtschaftsgebiet mit dem Ziel der Beseitigung undemokratischer Methoden und unterschiedlicher Behandlung.
Am 30. Juni 1950 wurde das Deutsche Beamtengesetz von 1937 als Bundesfassung des Deutschen Beamtengesetzes bekanntgemacht. Das Deutsche Beamtengesetz in der Bundesverfassung wurde durch das Bundesbeamtengesetz vom 14. Juli 1953 für die Bundesbeamten und die Landesbeamtengesetze für die Beamten der Länder und Kommunen ersetzt und aufgehoben.